# Shaykh Ahmad
Shaykh Ahmad oder Scheich Ahmed (mongolisch Шейх Ахмед Schejch Achmed, auch Saih Ahmed; † 1505 oder 1528) war 1481 bis 1502 der letzte Khan der Goldenen Horde in der südlichen Wolgaregion. Sein Staatswesen war der Rumpfstaat der ehemaligen Goldenen Horde und wurde seinerzeit auch als das Namagan-Patrimonium bezeichnet. Shaykh Ahmad regierte lange Zeit zusammen mit seinen Brüdern, besonders Murteza (reg. 1481–1499).

## Herkunft
Shaykh Ahmad war der Sohn Ahmad Khans (reg. 1465–1481) und Enkel Kuchuk Mehmeds (reg. 1436–1465), eines Rivalen von Ulug Mehmed (reg. 1419–1438, gest. 1445 als Khan von Kasan). Sein Vater verlor 1480 an der Ugra die Oberherrschaft über Russland.

## Regierung
Die Söhne Ahmads waren beim Tod des Vaters offenbar noch minderjährig, und so blieb die Horde eine Zeitlang führerlos. Temür, der Älteste unterstellte sich damals dem Krim-Khan Mengli Girej (reg. 1466–1515). 1484 tauschten zwei weitere Söhne, Murteza und Shaykh Ahmad Gesandtschaften mit Großfürst Kasimir von Litauen (reg. 1440–1492) aus, so dass man von einer gemeinsamen Regierung der Brüder ausgehen kann. Murteza geriet 1485/6 unter ungeklärten Umständen bei Astrachan in krimtatarische Gefangenschaft, entkam aber schnell wieder.
Von Anfang an saßen Ahmads Söhne außenpolitisch in der Klemme. Zum einen standen sie unter dem Expansionsdruck des Krim-Khanats (Mengli Girej hoffte ihre Horde übernehmen zu können und hatte Rückhalt bei den Osmanen). Zum anderen konnte Murteza das Großfürstentum Moskau (unter Iwan dem Großen, reg. 1462–1505) 1487 nicht zum Bündnis gegen das Krim-Khanat überreden und drittens gerieten sie in Streit mit Litauen und wurden in zwei Zusammenstößen 1487 und 1491 geschlagen. Auch von dieser Seite war wenig Unterstützung zu erwarten. Ein unberechenbarer Machtfaktor waren zudem die Nogaier (z. B. unter Musa 1490/1 an der Seite Moskaus).
Weiterhin waren sich die Brüder untereinander nicht sonderlich einig: Murteza verband sich Ende der 80er Jahre mit seinem Astrachaner Vetter Abdul-Kerim gegen Shaykh Ahmad, was auch in Litauen registriert wurde. Shaykh Ahmad strebte anscheinend nach der Alleinherrschaft und wurde deswegen 1498 von seinen Brüdern verdrängt, kam aber noch 1499 mit Hilfe der Nogaier zurück. 1500 rückte die Große Horde gegen Moskau vor und kam bis Koselsk, woraufhin Verhandlungen aufgenommen wurden.
Als Shaykh Ahmad danach gegen den Krim-Khan zum Don zog, waren seine Streitkräfte durch den Abfall seiner Brüder Murteza und Sajjid Ahmed (II.) bereits zusammengeschmolzen, dazu kam ein harter Winter 1501/02, der ihn zum Verteilen seiner Truppen auf ein großes Gebiet zwang. Im Frühjahr 1502 lief ein bedeutender Emir  überraschend zum Krim-Khan über, und so konnte Shaykh Ahmad einem raschen Angriff desselben nichts mehr entgegensetzen (Juni 1502). Seine Leute desertierten nacheinander. Er floh nach Astrachan, wo er ergebnislos mit Abdul-Kerim rivalisierte und schließlich nach Litauen weiterfloh. Dort wurde er 1505 im Interesse des Krim-Khans hingerichtet.